# Josefina Senespleda
Josefina Senespleda de Ayerve (Reus, 5 de novembre de 1851 - Barcelona, segle XX) va ser una soprano catalana.
El seu pare Carles Senespleda Asprer era un militar de Berga destinat al Quarter de cavalleria de Reus, la seva mare Maria Pilar de Ayerve era nascuda a Madrid. De molt joveneta ja destacava per la seva veu i la van enviar a Barcelona a estudiar cant al Conservatori del Liceu, sota la direcció del mestre Obiols. Va debutar al Liceu el 1876 amb l'opera de Tomás Bretón, Guzmán el Bueno, i el mateix any va aconseguir un èxit extraordinari en el paper de Gilda a l'òpera Rigoletto de Verdi, que va representar diverses vegades aquell any i el següent. Al cap de poc temps era a Brescia cantant La Traviata, ciutat on va ser premiada. L'historiador reusenc Andreu de Bofarull, en una carta al seu amic, el periodista Josep Güell i Mercader escrita el 1877 diu que «es la admiración de los principales teatros de Italia». Es va casar amb un metge i va deixar la professió, però més endavant va tornar a cantar, i el 1881 el Diario de Reus informa que és al Brasil. A començaments de 1886 torna a cantar La Traviata al Liceu. Va enviudar i va deixar definitivament el cant. Es va instal·lar a Barcelona on va morir.
Té un carrer dedicat a Berga, d'on era originària la seva família.